# 名胡桃城
名胡桃城（なぐるみじょう）は、群馬県利根郡みなかみ町下津にあった日本の城。1949年（昭和24年）に「名胡桃城址」として群馬県指定史跡に指定された。利根川上流の右岸断崖部に位置し、川を挟んで北東に位置する明徳寺城と対峙する。
歴史的には、真田昌幸の沼田城の支城として、また1590年の小田原征伐の誘因となったことで著名である。
2017年（平成29年）4月6日、続日本100名城（115番）に選定された。

## 歴史・沿革
築城時期は、伝承によれば室町時代の明応元年（1492年）に沼田城の支城として沼田氏によって名胡桃館が築かれたのが最初とされている。史料上では、上杉景勝との甲越同盟により東上野の割譲を受けた武田勝頼が、天正7年（1579年）に家臣の真田昌幸に命じて、敵対関係となった後北条氏から沼田領を奪取するための前線基地として築いた城である。昌幸は小川城の小川可遊斎と共に名胡桃館を攻略して隣接地に築城、ここを足がかりとして昌幸は沼田城攻略を企図し、調略の結果、沼田城を手に入れることに成功した。
天正10年(1582年)の武田氏の滅亡後、天正壬午の乱を経て独立した真田氏と後北条氏が沼田・吾妻領をめぐって争った。名胡桃城は沼田城の有力な支城として、沼田領に攻め入ってきた北条の軍を退けた。

### 名胡桃城事件
天正15年(1587年)に豊臣秀吉は大名間の私闘を禁ずる惣無事令を関東に発令した。徳川氏、北条氏、真田氏は共に秀吉の権威に伏した。沼田領については天正17年に裁定が行われ、昌幸が「祖先墳墓の地」であると主張した名胡桃城を含めた全体の三分の一は真田領に、それ以外の沼田城を中心とする三分の二は北条領と定められた。同年7月に秀吉家臣の津田盛月と富田一白、徳川家康家臣の榊原康政が沼田に派遣され、沼田城は北条氏に引き渡された。真田氏は手放した土地の代替地として信濃国箕輪を与えられた。
天正17年(1589年)11月3日に、沼田城代の北条家臣猪俣邦憲が、真田氏の名胡桃城代鈴木重則家臣である中山九郎兵衛を寝返らせ、偽の書状で重則を上田城に呼び寄せた隙に、名胡桃城を占領した。重則は道中の岩櫃城において計略に気付き、急いで城に戻ろうとしたが間に合わず、恥じて正覚寺において切腹した。
昌幸は直ちに寄親である家康を通して秀吉に訴えでた。秀吉は11月21日付けで真田昌幸に書状を送り、「今後北条氏が出仕したとしても、城を乗っ取った者を成敗するまでは北条氏を赦免しない」旨を記している。24日には北条氏との手切れ書を北条氏や諸大名に配布した。先の沼田城引き渡しと同じ津田盛月と富田一白が派遣されて関係者の引き渡し・処罰を求めたが、北条方はこれを拒否した。北条家当主氏直は豊臣側の詰問に対し、同年12月7日付け書状で「名胡桃城は真田氏から引き渡されて北条側となっている城なので、そもそも奪う必要もなく、全く知らないことである」旨を釈明している。
翌天正18年(1590年)3月に秀吉は軍勢を出立させ、小田原征伐の結果、後北条氏が滅亡すると全沼田領は真田氏が安堵し名胡桃城は廃城となった。実際に使用されたのは約10年間であった。

## 考古資料

### 遺構
遺構は馬出しから三郭・二郭・本郭・ささ郭と主要な郭が直に並ぶ連郭式の山城で、両側が切り立った天然の要害である。近年の月夜野町教育委員会による発掘調査で、土塁址・三日月堀・虎口・通路・門礎石址・掘立柱建物址などの重要な遺構が多数確認されている。廃城となった後、ほとんど改変を受けていないため、築城当時の遺構が比較的良好に残されている。

## 現地情報
- 所在地 - 群馬県利根郡みなかみ町下津3437番地
- アクセス - 関越自動車道月夜野インターチェンジより車6分、上越新幹線上毛高原駅及びJR東日本上越線後閑駅からそれぞれタクシー利用7分。
- 群馬県指定史跡「名胡桃城趾」として整備されており、国道17号に面した城郭入口に名胡桃城趾案内所があり、般若郭（名胡桃館跡）が駐車場となっている。
- 本郭中央には大正13年（1924年）3月に名胡桃城保存会によって建立された、徳富蘇峰揮毫による『名胡桃城趾之碑』がある。

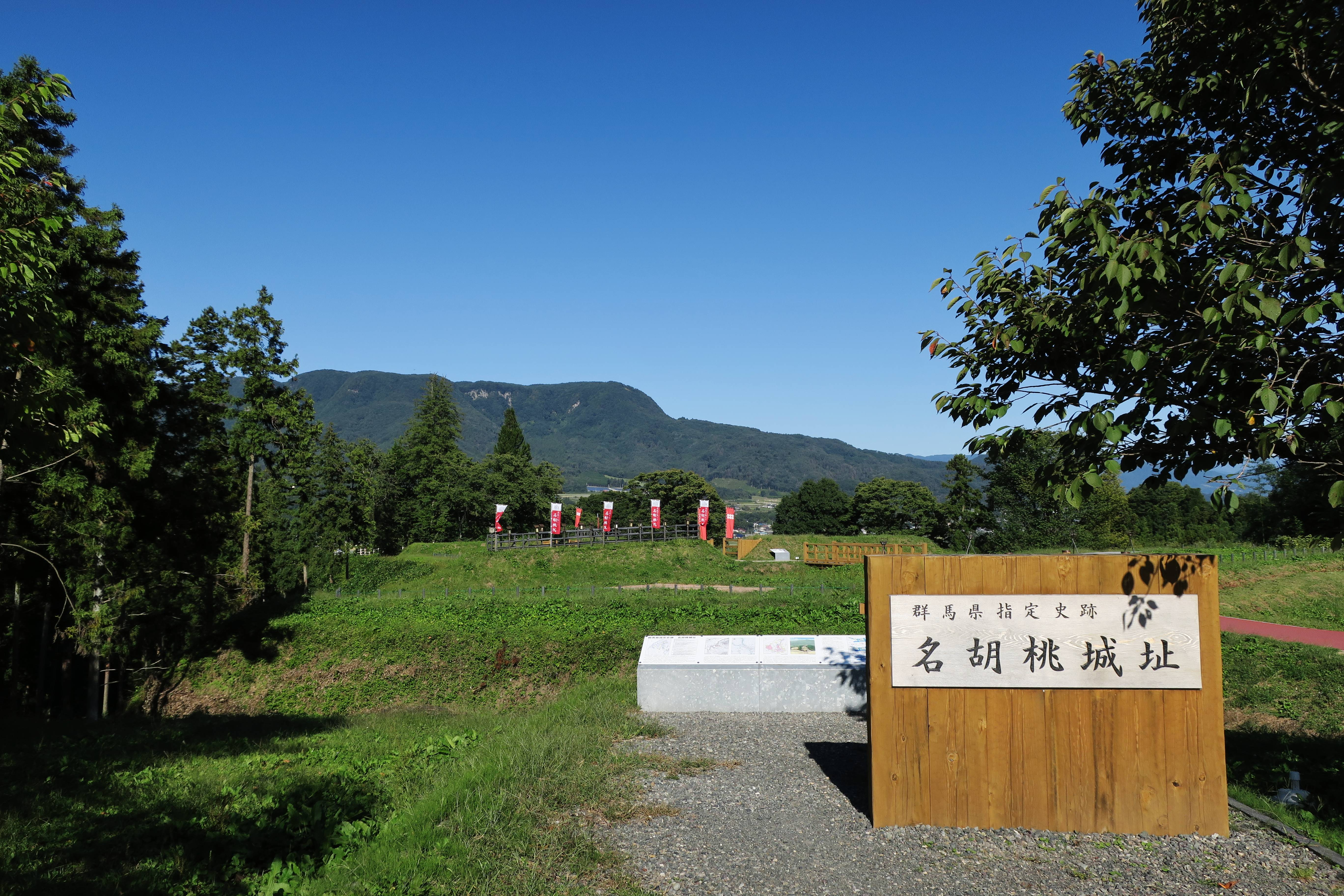
城址
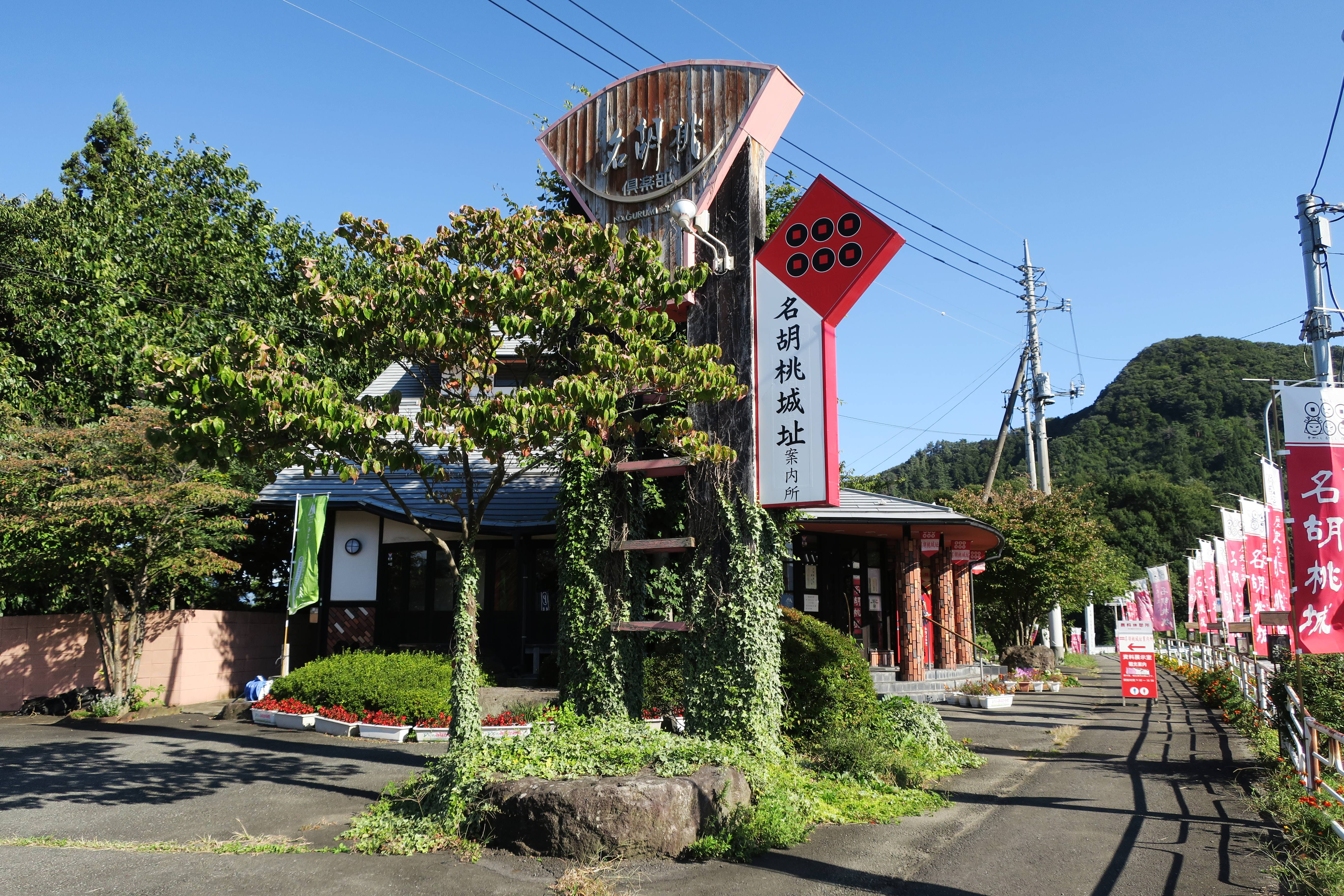
名胡桃城址案内所「名胡桃倶楽部」
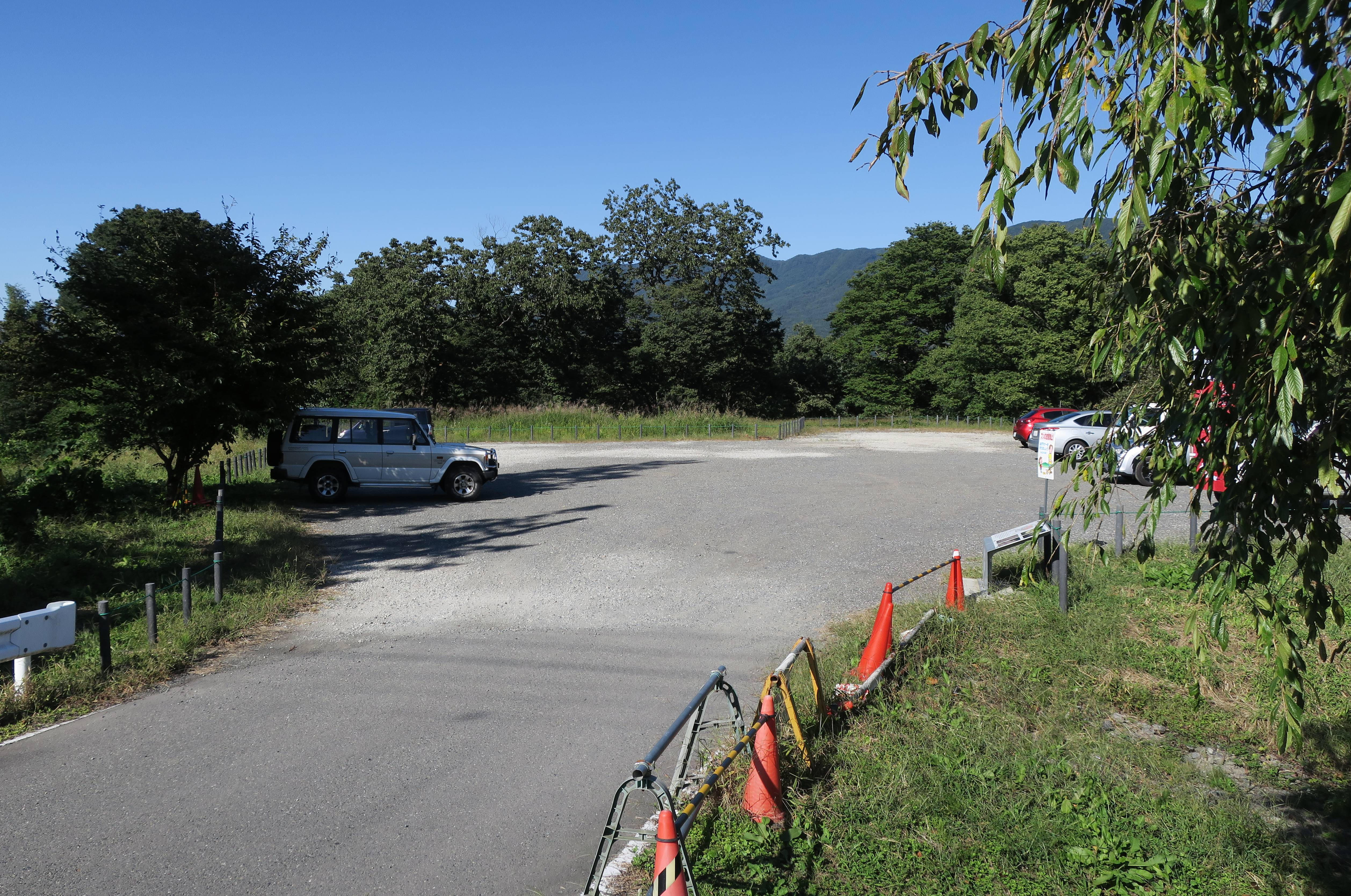
駐車場（般若郭跡）